# Obszar Chronionego Krajobrazu Pogórza Ciężkowickiego
Obszar Chronionego Krajobrazu Pogórza Ciężkowickiego – obszar chronionego krajobrazu położony na pograniczu województw małopolskiego i podkarpackiego. Ustanowiony przez Wojewodę Tarnowskiego w drodze rozporządzenia Nr 23/96 z dnia 28 sierpnia 1996 r. Obejmuje fragment Pogórza Ciężkowickiego pomiędzy dolinami Dunajca i Wisłoki oraz część Jeziora Czchowskiego. Pełni funkcję otuliny Ciężkowicko-Rożnowskiego Parku Krajobrazowego. Obszar ma charakter rolniczo-leśny o zróżnicowanej rzeźbie terenu. Dominują tu żyzne lasy bukowe tworzące podgórską formę buczyny karpackiej oraz grądy. Obszar bogaty jest w zabytki kultury materialnej oraz sieć szlaków turystycznych. Znajduje się pod nadzorem Dyrektora Zespołu Parków Krajobrazowych Województwa Małopolskiego. Obejmuje części powiatów: miasto Tarnów, dębicki, nowosądecki, gorlicki, jasielski, brzeski, tarnowski. Gminy: Tuchów, Rzepiennik Strzyżewski, Tarnów, Skołyszyn, Ciężkowice, Czchów, Szerzyny, Biecz, Pleśna, Zakliczyn, Korzenna, Gródek nad Dunajcem, Wojnicz, Moszczenica, Skrzyszów, Bobowa, Jodłowa, Gromnik, Ryglice, Pilzno, Łososina Dolna.
Mapa obszaru wg Geoserwis.

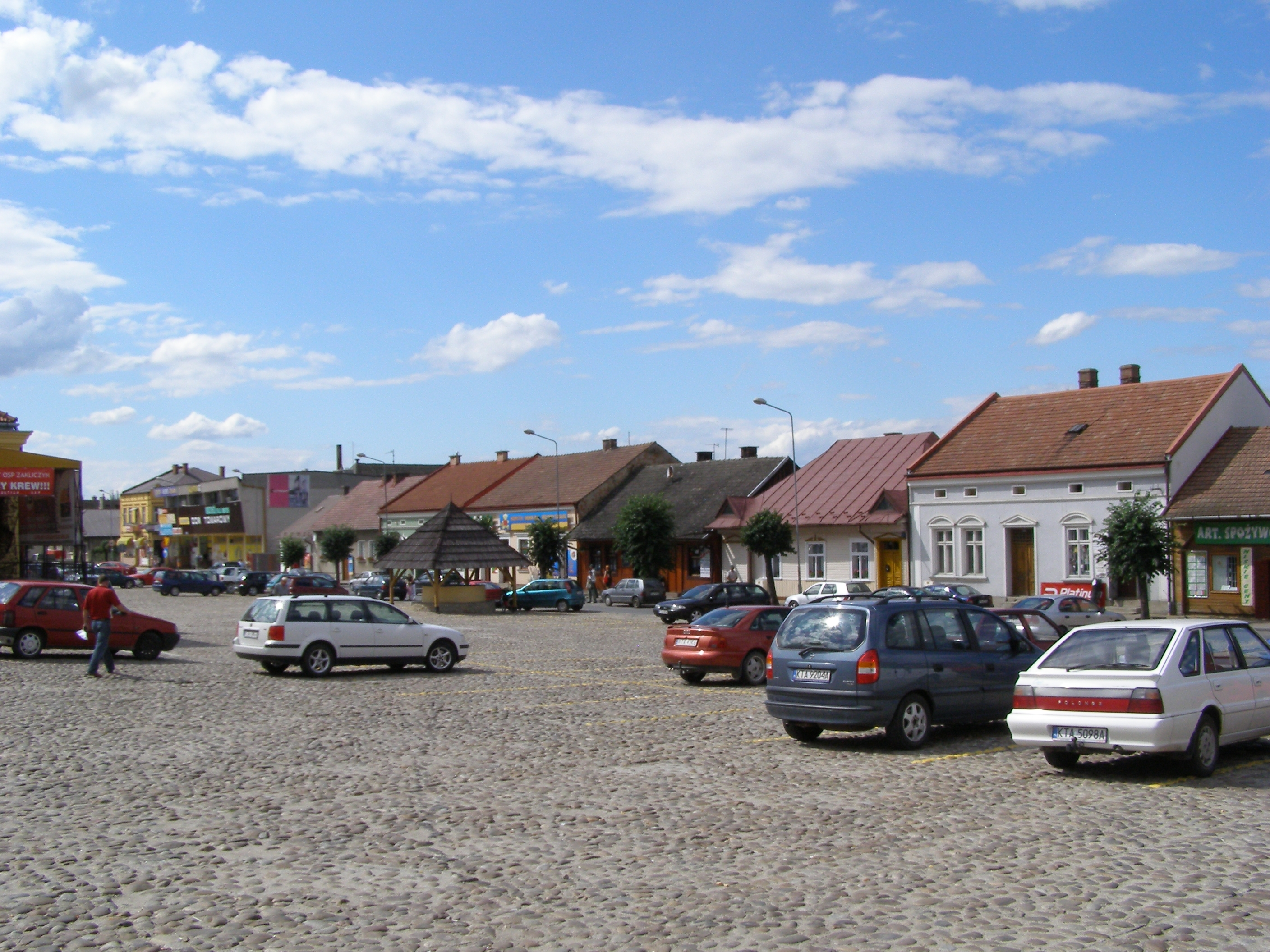
Rynek w Zakliczynie
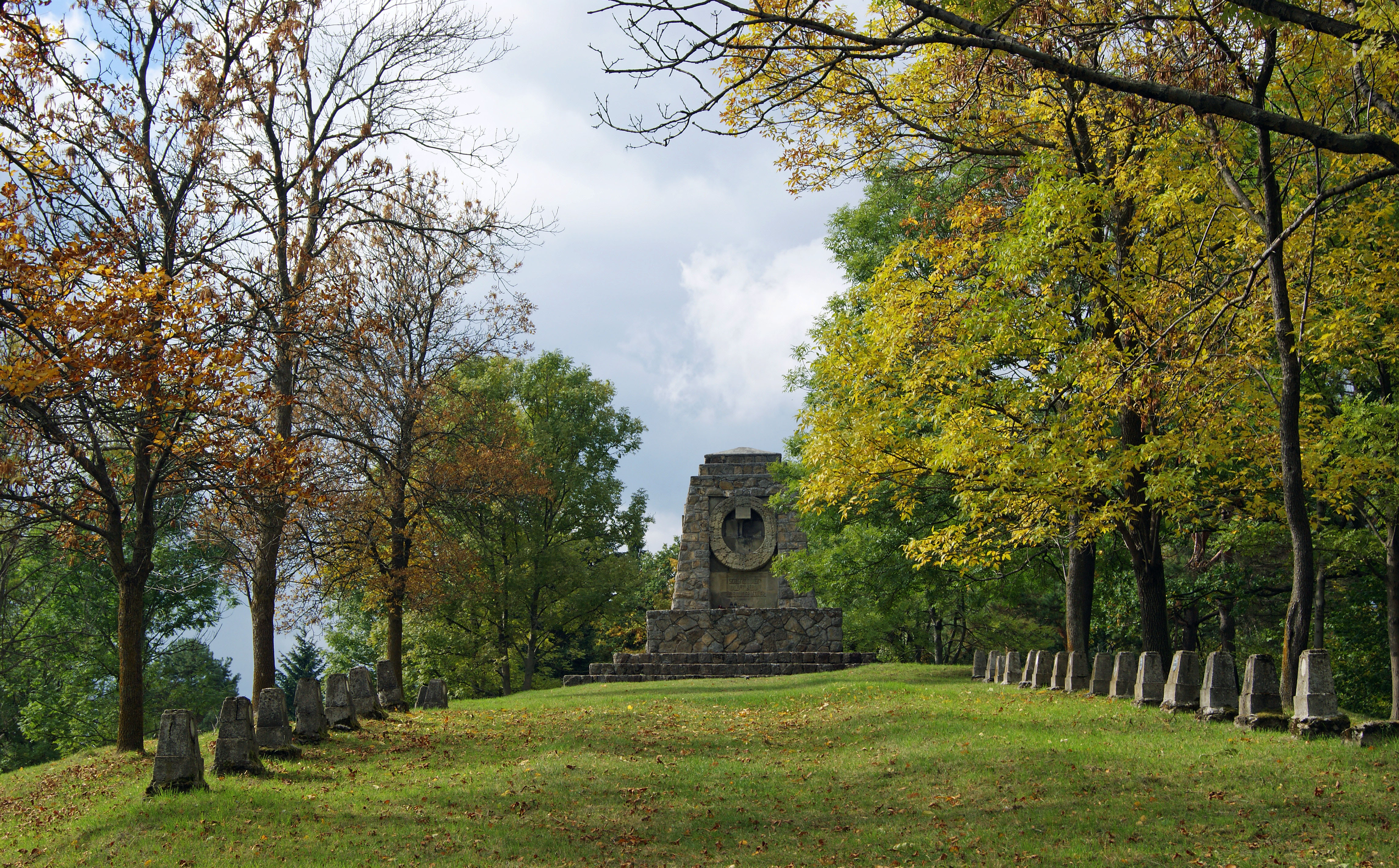
Cmentarz wojenny na tzw. Głowie Cukru
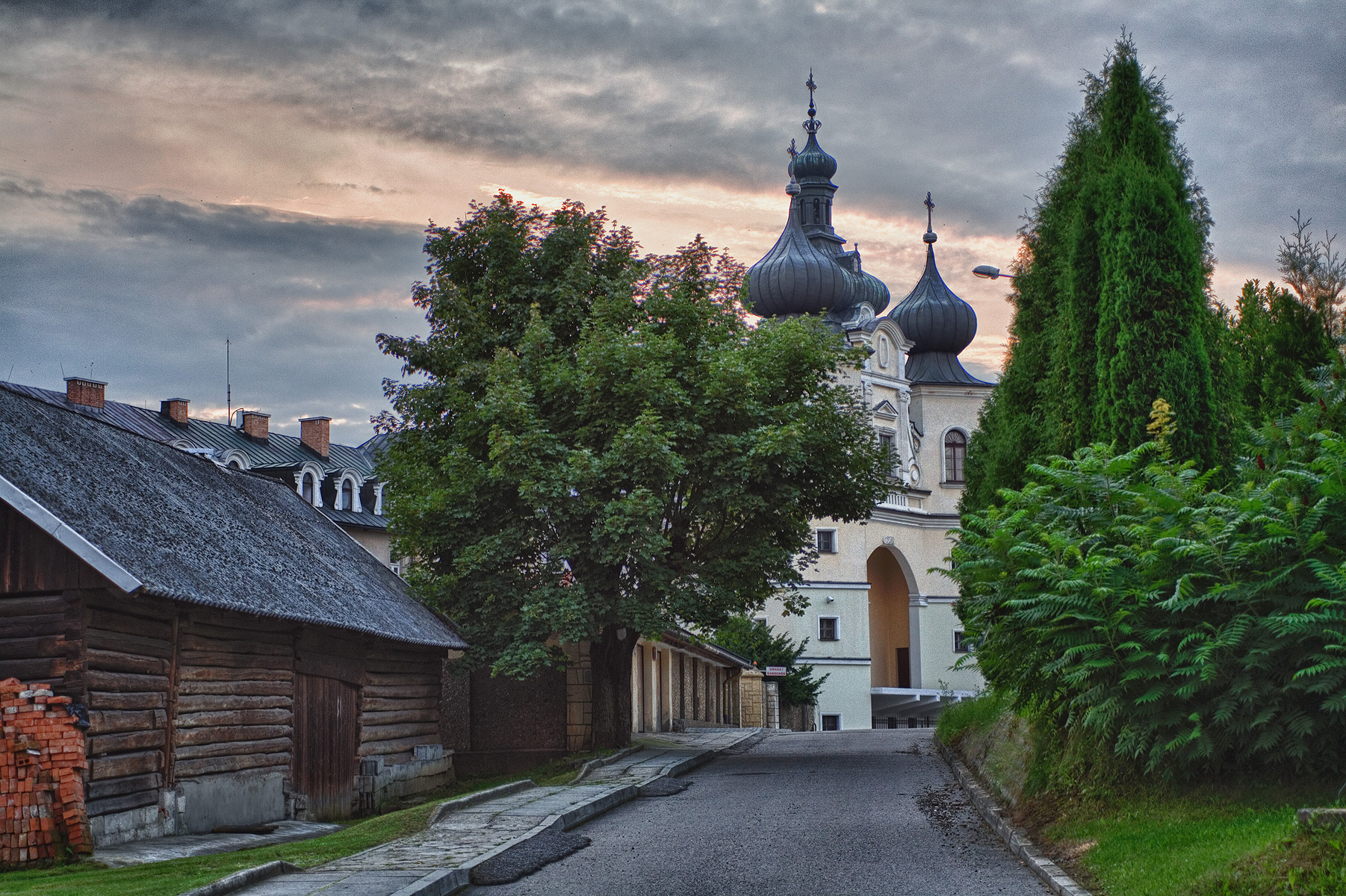
Klasztor w Tuchowie
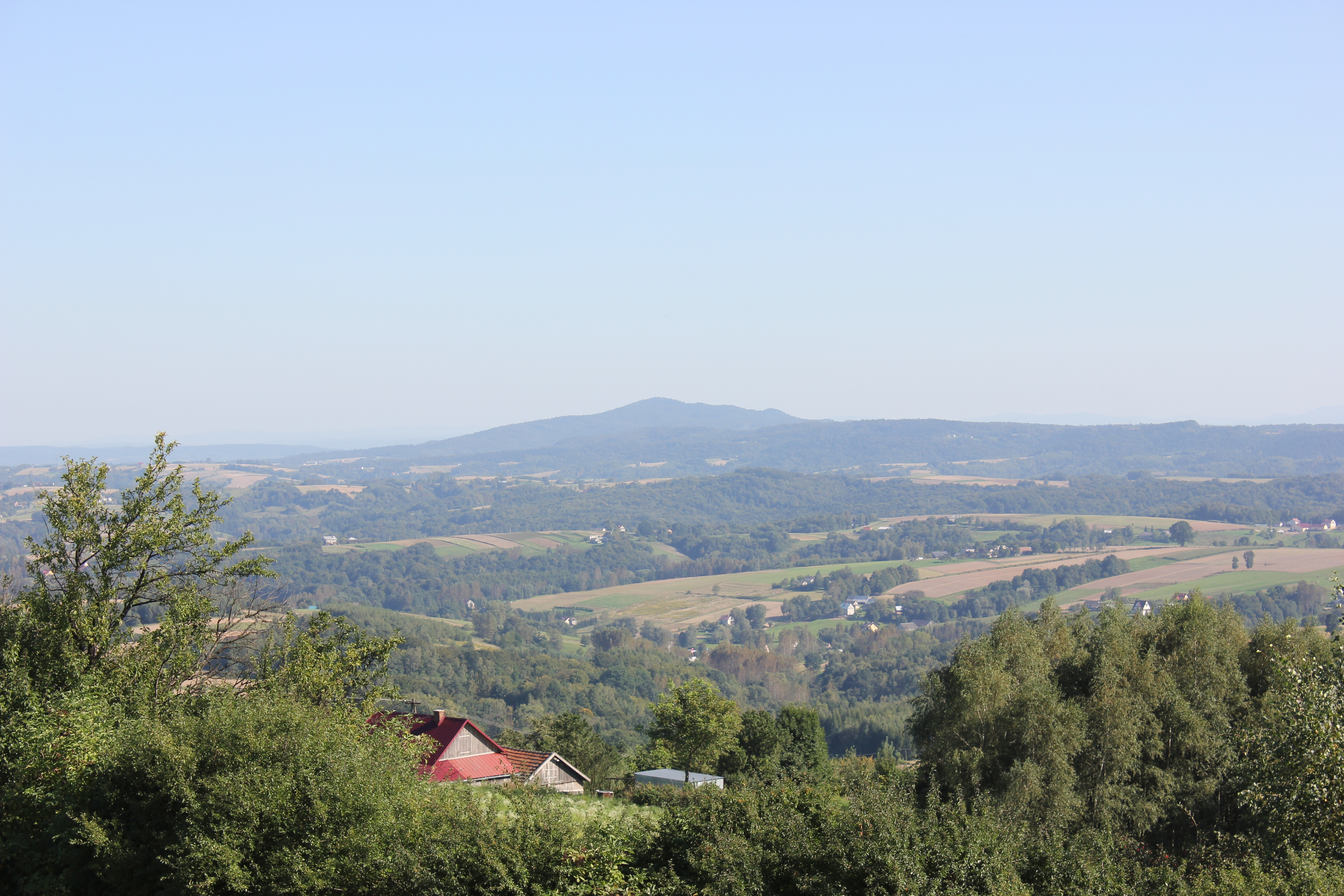
Wola Lubecka widok z Kokocza